# Short hair
「short hair」（ショート ヘアー）は、Base Ball Bearの13作目のシングル。

## 解説
- 前作「yoakemae」から約3か月ぶりのリリースとなる2011年第2弾シングル。
- CD-EXTRA仕様で、「yoakemae」に引き続き、ツアーのドキュメント映像「僕の目（仮）-中編-」（Derected by 小出祐介）が収録された。
- ジャケットにはPVの出演者でもある、モデルの本田翼が起用された。

## 収録曲
1. short hair（作詞・作曲：小出祐介、編曲：Base Ball Bear）
  - 彼らがインディーズ時代に親交のあった「12月8日」というバンドの「グッドバイ」という曲がこの曲のリズムやコード進行の原型であり、小出は彼らが演奏している姿を思い浮かべながら制作したとブログで語っている[要出典]。また、12月8日のMV[1]には関根が出演している[2]。
  - 時間は“17”
  - PV監督は児玉裕一。モデルの本田翼が出演している。本田は「PERFECT BLUE」、「すべては君のせいで」のPVにも出演している。PV中で小出と本田が読んでいるのは、どちらも夏目漱石作の「こころ」である。
  - 4thアルバム『新呼吸』、ベストアルバム『バンドBのベスト』・『増補改訂完全版「バンドBのベスト」』収録
2. ido feat.呂布（作詞：小出祐介/呂布、作曲：小出祐介、編曲：Base Ball Bear）
  - 時間は“14”
  - 元ズットズレテルズメンバーの呂布とのコラボ曲。
  - 曲調が次々と変化しており、タイトルの通り「移動」を表している。